# Энергетик (стадион-парк, Курган)
Энерге́тик — стадион-парк в городе Кургане (Россия), расположенный в микрорайоне Шевелёвка. Является одним из важных спортивных объектов города и центром проведения различных спортивных и культурных мероприятий. Ранее до реконструкции назывался «Локомотив» и являлся обычным стадионом.

## История
Изначально до реконструкции «Энергетик» являлся стадионом «Локомотив» и был домашней ареной для футбольного клуба «Локомотив», участвовавшего в чемпионате Курганской области по футболу.
До августа 2021 года стадион «Локомотив» принадлежал курганскому физкультурно-спортивному клубу «Локомотив». Этот клуб входил в структуру дорожного клуба «Локомотив» дирекции социальной сферы Южно-Уральской железной дороги, подчинённой ОАО «РЖД». В августе 2021 года имущество передали в собственность города Кургана.
В июле 2022 года началась реконструкция стадиона. По результатам электронного аукциона работы поручили московской компании ООО «Билдинг Технолоджис». Финансирование проекта обеспечила организация СУЭНКО, активно поддерживающая развитие спортивной инфраструктуры города.

31 января 2023 состоялось открытие стадиона-парка «Энергетик». Масштабная реконструкция стала возможной благодаря значительным финансовым вложениям СУЭНКО.

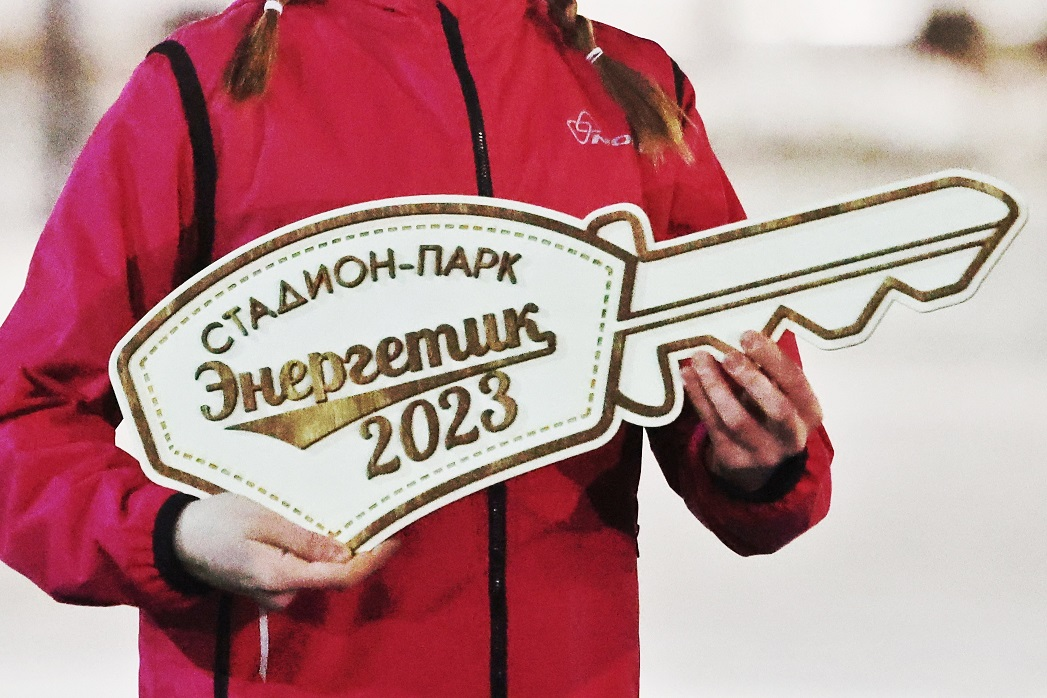

## Инфраструктура и зоны отдыха
Парк «Энергетик» представляет собой многофункциональное пространство, включающее в себя:
- Площадки для занятий скейтбордингом и велопаркуром, что делает его привлекательным для экстремалов и молодежи.
- Современный воркаут-комплекс с тренажерами, адаптированными для различных возрастных групп.
- Крытые качели и другие элементы для спокойного отдыха и развлечений.
- Центральный корт, который в летний период будет трансформироваться в поле для пляжного футбола и волейбола, что позволяет использовать пространство круглый год.

## Безопасность
Парк оборудован современным освещением, обеспечивающим безопасность посетителей в вечернее и ночное время. Для контроля безопасности установлено 32 камеры видеонаблюдения, интегрированные в общую систему мониторинга.

## Инвестиции и доступность
Реконструкция стадиона-парка потребовала значительных финансовых вложений — по информации местных СМИ, компания «СУЭНКО» инвестировала порядка 70 миллионов рублей в данный проект. Благодаря этому удалось создать современное и многофункциональное пространство, доступное для всех категорий граждан. Вход на территорию стадиона-парка «Энергетик» будет свободным, что делает его общедоступным местом отдыха и занятий спортом.